# Cosmopolitan (periodico)
Cosmopolitan è una rivista femminile edita da Hearst Corporation, che la pubblica negli Stati Uniti fin dal marzo 1886.

## Cosmopolitan negli Stati Uniti

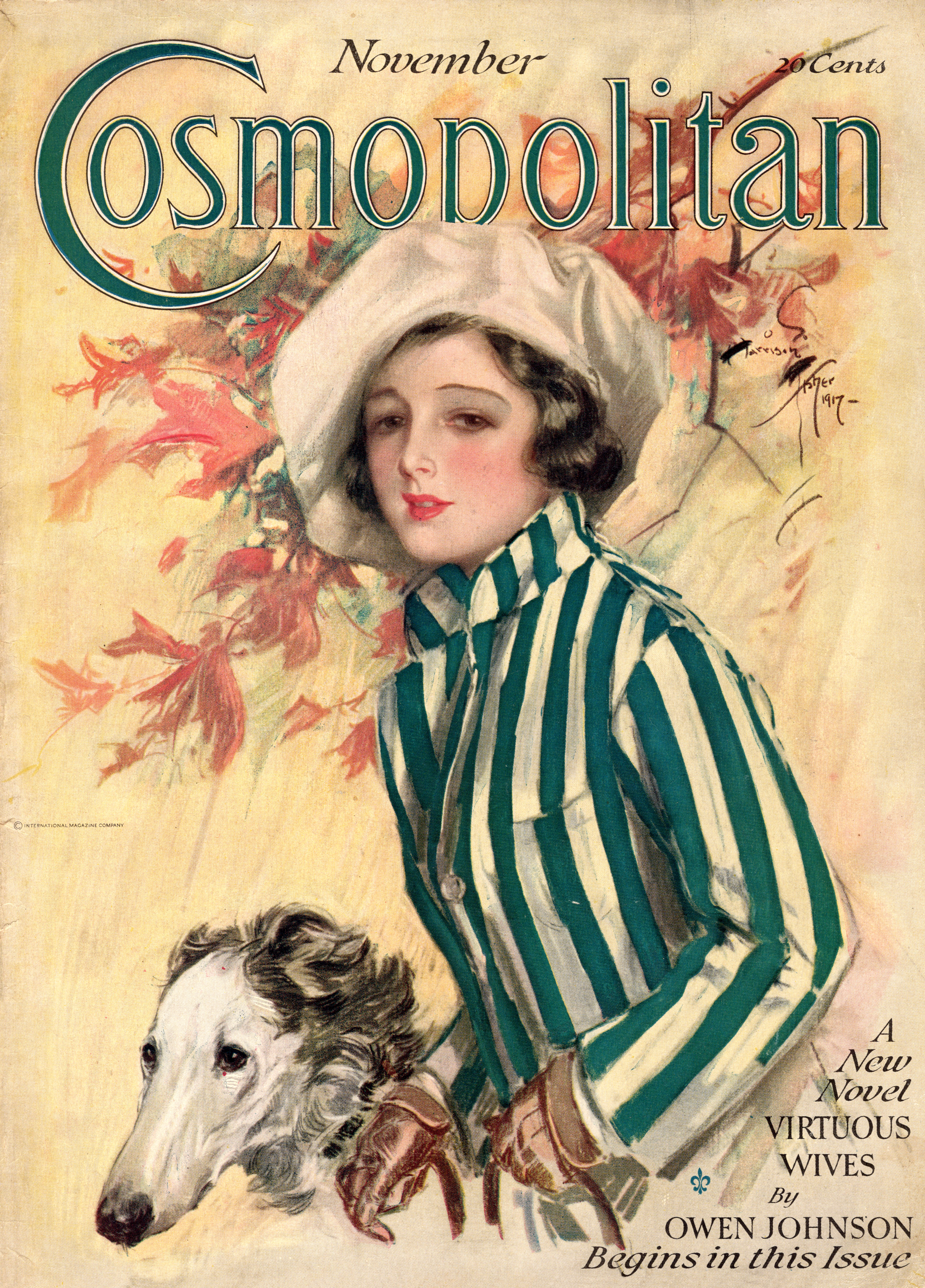
Copertina del novembre 1917

Cosmopolitan è un popolare mensile statunitense rivolto alle donne, che tratta argomenti relativi all'amore, alla sessualità, alla salute, alla carriera, alle celebrità oltre che a moda e bellezza. Pubblicata negli Stati Uniti dalla Hearst Communications, Cosmopolitan vanta 58 edizioni internazionali, è stampato in 34 lingue e distribuito in oltre cento nazioni.
Cosmopolitan nasce come rivista per la famiglia e viene fondata nel marzo 1886 da Schlicht & Field con il nome di The Cosmopolitan. La rivista nel corso degli anni si è evoluta cambiando progressivamente target di pubblico. Dagli anni settanta Cosmopolitan è diventata definitivamente una rivista rivolta al pubblico femminile.
Nel 1979 si tentò di lanciare Cosmopolitan Men dedicata agli uomini, ma ne fu pubblicato un solo numero. L'esperimento si è ripetuto altre due volte nel 1989, pubblicando Cosmopolitan Men come supplemento della rivista regolare.
Per trentadue anni, la rivista fu diretta da Helen Gurley Brown.

## Cosmopolitan Television
Il 14 febbraio 2008 sono iniziate le trasmissioni di Cosmopolitan Television, tre canali, due in lingua spagnola ed uno in lingua inglese in Canada, in associazione con Corus Entertainment. I programmi trasmessi da Cosmopolitan Television puntano ad un pubblico femminile fra i 18 ed i 34 anni.

## Cosmopolitan Italia
Arianna era una rivista femminile pubblicata dalla Mondadori a partire dal 1957, sotto la direzione di Lamberto Sechi e poi di Gianni Baldi. Il mensile si rivolgeva alle donne che volevano uscire dall'orizzonte familiare.
Nel 1973 avvenne il gemellaggio con Cosmopolitan e il periodico prese il nome di Cosmopolitan Arianna. La rivista in carta patinata si dimostrò molto più "disinvolta" degli altri periodici femminili dell'epoca, soprattutto perché parlava apertamente di sesso, indicando posizioni, "trucchi", zone erogene, esercizi per la sensualità: argomenti cui le donne italiane non erano abituate. Sostenendo l'emancipazione sessuale della donna, il mensile trattava anche di contraccezione, di convivenza, di relazioni pre- ed extraconiugali, di aborto, di omosessualità. Dal gennaio 1976 la testata cambiò nell'attuale Cosmopolitan. La tiratura si aggirava sulle 230 000 copie.
Nel 1996 la rivista, allora di proprietà di Della Schiava Editore, terminò le sue pubblicazioni, che ripresero con la Mondadori nel 2000 (direttore Silvia Brena).
Nel 2007 il mensile ha avuto una tiratura media di circa 300 000 copie. Nel luglio 2011 Cosmopolitan è passata alla casa editrice Hearst Magazines Italia. Dal marzo 2013 al luglio 2021 la direttrice responsabile è stata Francesca Delogu. Dal luglio 2021 il direttore è Massimo Russo. Nel 2022 la periodicità è passata da mensile a bimestrale.